# Roh Jae-won
Roh Jae-won (kor. 노재원), znany również jako Noh Jae-won; ur. 13 października 1993) – południowokoreański aktor.

## Filmografia

### Filmy
- 2022: Donggam jako Joo Geun-tae

### Seriale
- 2022: Pewnego razu w małym miasteczku jako Yoon Geun-mo
- 2023: Codzienna dawka słońca jako Kim Seo-wan
- 2024:
  - Squid Game (sezon 2), jako Nam-gyu (124)[3]
  - Wujek Samsik: Koreański sen jako Han-soo